# Chericoke

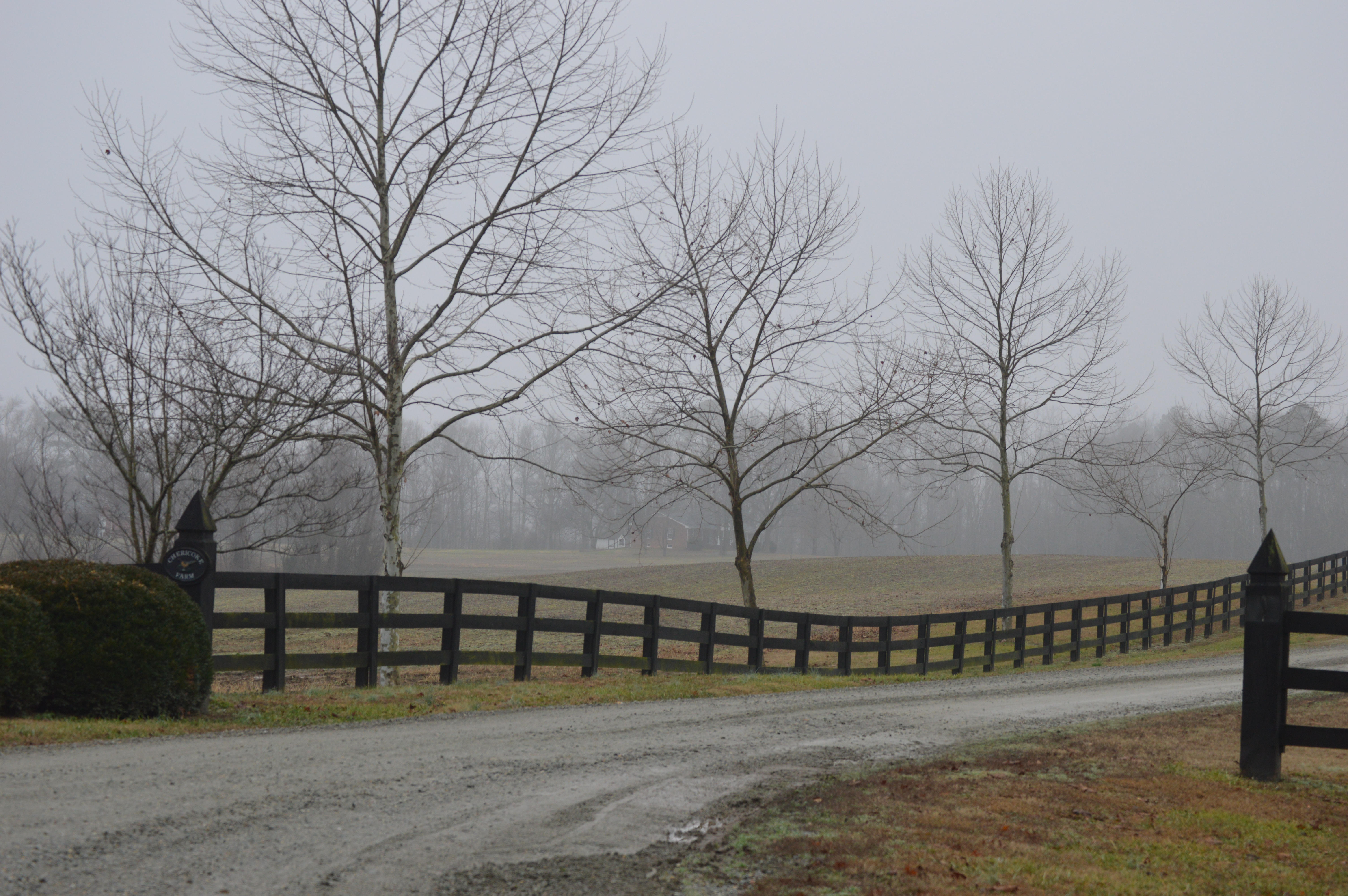
Entrée de Chericoke en 2017

Chericoke est une maison historique construite par Carter Braxton (un signataire de la déclaration d'indépendance des États-Unis) en 1767 dans le comté du Roi William, près de Richmond en Virginie.

## Description
Elle est située à quelques miles au Nord-Ouest de la propriété de sa famille, Elsing Green. Braxton vécut à Chericoke de 1767 à 1786. À sa mort en 1797, il a été enterré à Chericoke dans le cimetière de sa famille.